# Vanadis melanophthalmus
Vanadis melanophthalmus är en ringmaskart som beskrevs av Richard Greeff 1885. Vanadis melanophthalmus ingår i släktet Vanadis och familjen Alciopidae. Inga underarter finns listade i Catalogue of Life.